# Фоняков, Илья Олегович
Илья́ Оле́гович Фоняко́в (17 октября 1935, Бодайбо, Восточно-Сибирский край — 23 декабря 2011, Санкт-Петербург) — советский, российский поэт, журналист, переводчик, литературный критик.

## Биографическая справка
Илья Олегович Фоняков родился 17 октября 1935 года в городе Бодайбо Бодайбинского района Восточно-Сибирского края, где в это время работал его отец Олег Антонинович Фоняков (1899, Луганск — 1938), главный инженер геологоразведочного управления треста «Лензолото», 31 декабря 1936 года арестованный и расстрелянный в Читинском лагере 2 февраля 1938 года. Мать — Наталья Николаевна Фонякова (урождённая Колоколова, 1912—2002), филолог.
После ареста мужа мать с маленьким Ильёй вернулась в Ленинград. После эвакуации из блокадного Ленинграда они жили в селе Макушино Курганской области с 1942 по 1945 год, затем вернулись в Ленинград, где в 1952 году Илья окончил 222-ю среднюю школу и в 1957 году — отделение журналистики филологического факультета Ленинградского университета.
Работал литературным сотрудником в газете «Советская Сибирь» (Новосибирск, 1957—1962) и собственным корреспондентом «Литературной газеты» по Сибири: в 1962—1974, в 1974—1997 — собственный корреспондент по Ленинграду.

### Начало творческого пути
Илья Фоняков начал печататься с 1950 года (стихотворение «За мир» в газете «Большевистское слово», город Пушкин). Первой журнальной публикацией стали два стихотворения в журнале «Звезда» (1955. № 9). Первая книга стихов «Именем любви» была выпущена Ленинградским отделением издательства «Советский писатель» в 1957 году.
Ранняя лирика Фонякова живо отражает молодёжные настроения тех лет: здесь и романтика студенческих комсомольских строек, и безоглядное желание «вглядеться в простор не открытой земли», и рассуждения о «сущности атомной войны», и мечта о «смеющихся людях», строящих светлое будущее социалистической страны. Эти стихи Фонякова подкупали — особенно сверстников — своей искренностью.
Член Союза писателей СССР (после распада СССР — Союза писателей России) с 1961 года; член Союза писателей Санкт-Петербурга.

### Журналистика
Как профессиональный журналист, Илья Фоняков выступал во многих литературных жанрах: ему принадлежат сборники проблемных очерков («Доверительный разговор», 1975; «Пятьдесят писем из председательской папки», 1982), путевые записки («Восточнее Востока. Полгода в Японии», 1987; «Зеленая ветка Вьетнама», 1989), литературные портреты («Сергей Марков», 1983), заметки, касающиеся поэзии («Сказать несказанное», 1968; «Похвала точности», 1977) и разных областей культуры.
Поэт с горечью констатировал, что в новых исторических обстоятельствах гражданское общество в России морально деградировало («Разговор о демократии», «К вопросу о партийности»), прежнее «шаткое равновесие» между человеком и государством нарушилось. Безволие и нищета надломили народ: «Все говорят. Никто не отвечает» («В августе девяносто первого. Репортаж в сонетах»). В искусстве правит бал «непредсказуемая вульгарность» («Антигерой»). Поэзия оказалась в загоне — но вопреки всему она все-таки неистребима, «еще живут баллада и сонет», и, значит, есть надежда — «остаться такими же, как были», и жить — «как дерево растет».
Член Союза журналистов СССР (после распада СССР — Союза журналистов России).

### Поэтическое творчество

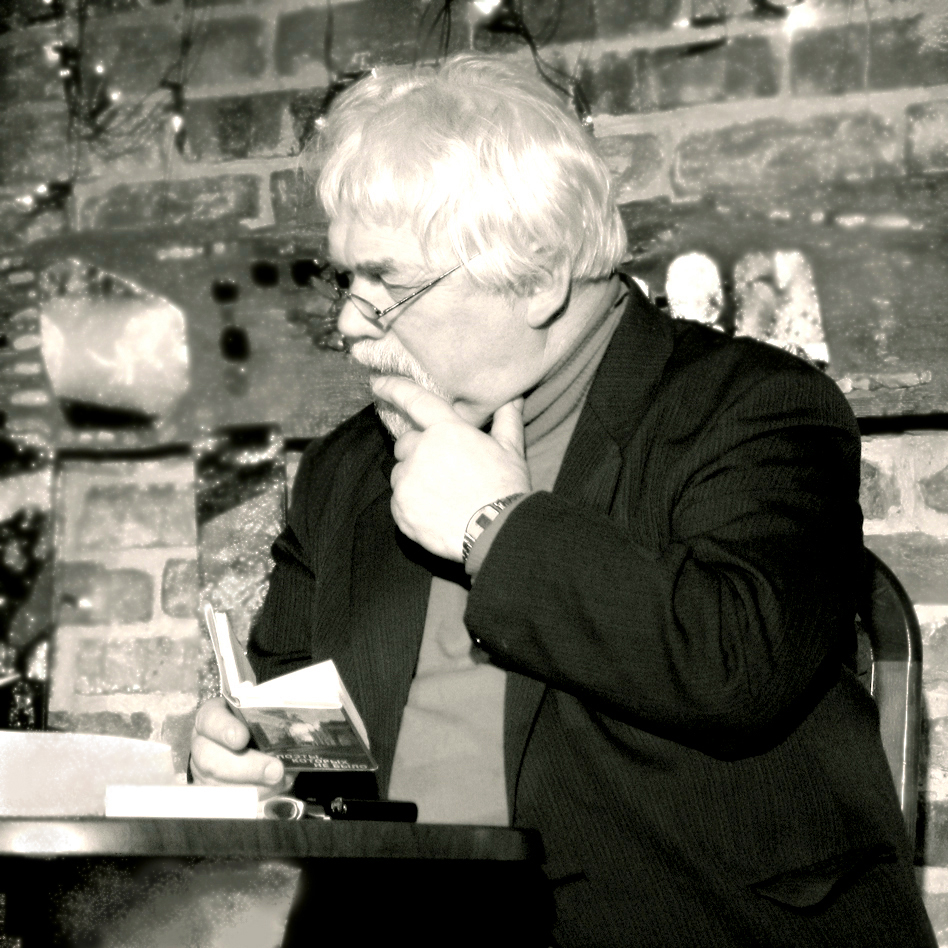
Илья Фоняков на презентации второго издания книги «Поэты, которых не было»

Судьба лирического героя Ильи Фонякова в значительной степени обусловлена осознанием исторического поворота середины пятидесятых, приведшего в результате — через 40 лет — к распаду Советского Союза и смене социального строя в России.
Неудивительно, что поздние стихи поэта прямо перекликаются с его юношеской лирикой («Воспоминание о студенческой стройке», «Ностальгия»), критически вбирая в себя приобретенный поэтом жизненный опыт. Задаваясь в 1990-х вопросом — кто виноват в случившемся со страной? — иронизируя: «Тиран жесток, безжалостна Система, но и соседи хороши…», поэт нелицеприятно высказывается о народе, видя в нём самом причину всех бед: «А может, хватит плакать о народе, / Сочувствовать ему и сострадать? / При всякой власти, при любой погоде / Все от него — и зло, и благодать.» («А может, хватит…»).
Илья Фоняков активно выступал как переводчик (он переводил поэзию с английского, вьетнамского, латышского, киргизского, шведского, с языков народов Сибири (алтайского)). Им издан ряд монографических (им одним выполненных) переводных сборников (Имант Зиедонис. Смола и янтарь. 1965; Омар Султанов. На ветрах Иссык-Куля. 1973; Августин Маннергейм. Память боли. 1999; Ссорен Соренсен. Дни сомнений. 2001 и др.).
Постоянно совершенствуя форму и заботясь о проработке художественной ткани своих стихов, Фоняков проявлял подчеркнутый интерес к сонету («Сонеты с улицы и двора», «Сонеты встречных», «Карабахские сонеты» и т. д.) и палиндромону («Стихи с палиндромонами», «Парад палиндромонов»). Излагая свои поэтические принципы («Письма о поэзии к другу в Иркутск», 1984), он в первую очередь воздавал «похвалу точности».
Диапазон литературных акций Ильи Олеговича Фонякова весьма широк, в частности, заслуживают внимания составленная им антология «Поэты, которых не было» (российские поэтические мистификации XX века), Санкт-Петербург, 2000, (второе издание вышло в 2005 году).
В начале 2006 года состоялась презентация этого уникального сборника, на которой выступали поэты Санкт-Петербурга работающие в «этом жанре», готовился третий (более расширенный) выпуск этой книги.
В 1999 году Илья Фоняков выпустил мемориальный сборник, посвященный отцу — Олегу Антониновичу Фонякову, погибшему в 1938 году и реабилитированному лишь 12 ноября 1997 г. Книга составлена из произведений разного жанра: прозы, стихотворений и воспоминаний (О. А. Фоняков, «Ночь накануне»: стихи и проза. СПб., 1999).
Илья Олегович Фоняков умер 23 декабря 2011 года в Санкт-Петербурге. Похоронен на Комаровском кладбище (урновый участок).

## Награды
- Орден «Знак Почета»[9]
- Юбилейная медаль «За доблестный труд. В ознаменование 100-летия со дня рождения Владимира Ильича Ленина», 1970 год
- Почётная грамота Президиума ВС Грузинской ССР[10]
- Почётный диплом Законодательного Собрания Санкт-Петербурга (7 сентября 2005 года) — за выдающийся личный вклад в развитие культуры и литературы в Санкт-Петербурге и в связи с 70-летием со дня рождения[11].

## Семья
Отец Олег Антонович (Антонинович) Фоняков (1899, Луганск — 1938), беспартийный; учился в Петроградском горном институте, главный инженер геологоразведочного управления треста «Лензолото». Арестован 31 декабря 1936 года, приговорен Спецколлегией Восточносибирского облсуда 28 февраля 1937 года по ст. ст. 58-10 ч. 1 и 58-14 УК РСФСР к 7 годам исправительно-трудовых работ. Отбывал наказание в п. Букачача Чернышевского р-на Читинской обл., работал начальником капитальных работ шахты № 2. Арестован 16 октября 1937 года, приговорен Особой тройкой УНКВД Читинской области по ст. ст. 58-7 и 58-11 УК РСФСР к ВМН. Расстрелян 5 февраля 1938 года.
Мать — Наталья Николаевна Фонякова (урождённая Колоколова) (1912—2002), филолог.
Жена — с 1957 года — поэт и художник Элла Фонякова.
Сын — Дмитрий Фоняков, историк, археолог, кандидат исторических наук.